# Åbo Akademi
La Åbo Akademi (abbreviazione ÅA), è un'università fondata nel 1918, con insegnamento in lingua svedese e sita nella città finlandese di Åbo/Turku. La Åbo Akademi è stata un'istituzione privata fino al 1981, quando fu trasformata in un'università pubblica.

## Storia
La prima istituzione formativa universitaria della città fu l'Accademia reale di Turku (in latino Regia Academia Aboensis), la più antica del paese, fondata nel 1640, e trasferita a Helsinki a seguito del grande incendio che devastò la città nel 1827 e che poi diede origine all'Università di Helsinki.
La Åbo Akademi fu fondata grazie a donazioni private nel 1918 come terza università in Finlandia, sia per consentire a Turku di diventare nuovamente una città universitaria, sia perché si riteneva che la lingua svedese fosse minacciata all'Università di Helsinki. L'Università in lingua finlandese di Turku (in finlandese Turun yliopisto, in svedese Åbo universitet) fu fondata nel 1920, anch'essa per ragioni analoghe, per mezzo di donazioni private.

## Struttura
L'università ha quattro facoltà:
- Arti, Psicologia e Teologia (situata a Turku)
- Educazione e Welfare (situata a Vaasa)
- Scienza e Ingegneria (situata a Turku, con alcune attività a Vaasa)
- Scienze sociali, Business ed Economia (situata a Turku, con alcune attività a Vaasa)

L'università ha strutture non solo a Turku, ma anche a Vaasa, Jakobstad, Helsinki e sulle isole Åland. Essendo l'unico ateneo multi-facoltà di lingua svedese al mondo, al di fuori della Svezia – di conseguenza, l'unica in Finlandia – l'Università Åbo Akademi è responsabile dell'istruzione superiore di gran parte della popolazione di lingua svedese. Questo riveste un ruolo di rilievo negli ambiti dell'istruzione e della ricerca, nonché per l'ambiente sociale.